# Ferrari FXX K
La Ferrari FXX K è una autovettura prodotta dalla casa automobilistica italiana Ferrari dal 2014 al 2015, come risultato finale (prototipo) del nuovo step evolutivo del programma FXX e come erede della Ferrari FXX e facente parte del programma di ricerca e sviluppo Ferrari per vetture ad altissima prestazione non vincolate da omologazione stradale.

## Profilo
Questo step, denominato appunto FXX K (dove la "K" sta per KERS), ha lo scopo di testare con un modello, in serie limitata non omologato per l'uso stradale, la tecnologia ibrida per la prima volta nella storia dell'azienda italiana.
La vettura non è destinata ad un uso stradale, e non rispetta alcuna omologazione: è quindi completamente libera da qualsiasi norma omologativa o regolamentare, non è nemmeno idonea all'utilizzo nelle competizioni. La Ferrari FXX K è vincitrice del premio Red Dot Best of the Best 2015, riconoscimento per il design di altissima qualità, e del Compasso d'oro 2016 consegnato al suo  designer Flavio Manzoni.
Nell'ottobre 2017 Ferrari ha presentato la Ferrari FXX-K Evo, evoluzione della FXX-K. L'auto mantiene lo stesso motore del modello precedente ma adotta nuove soluzioni stilistiche ed aerodinamiche che ne migliorano le prestazioni.

## Contesto

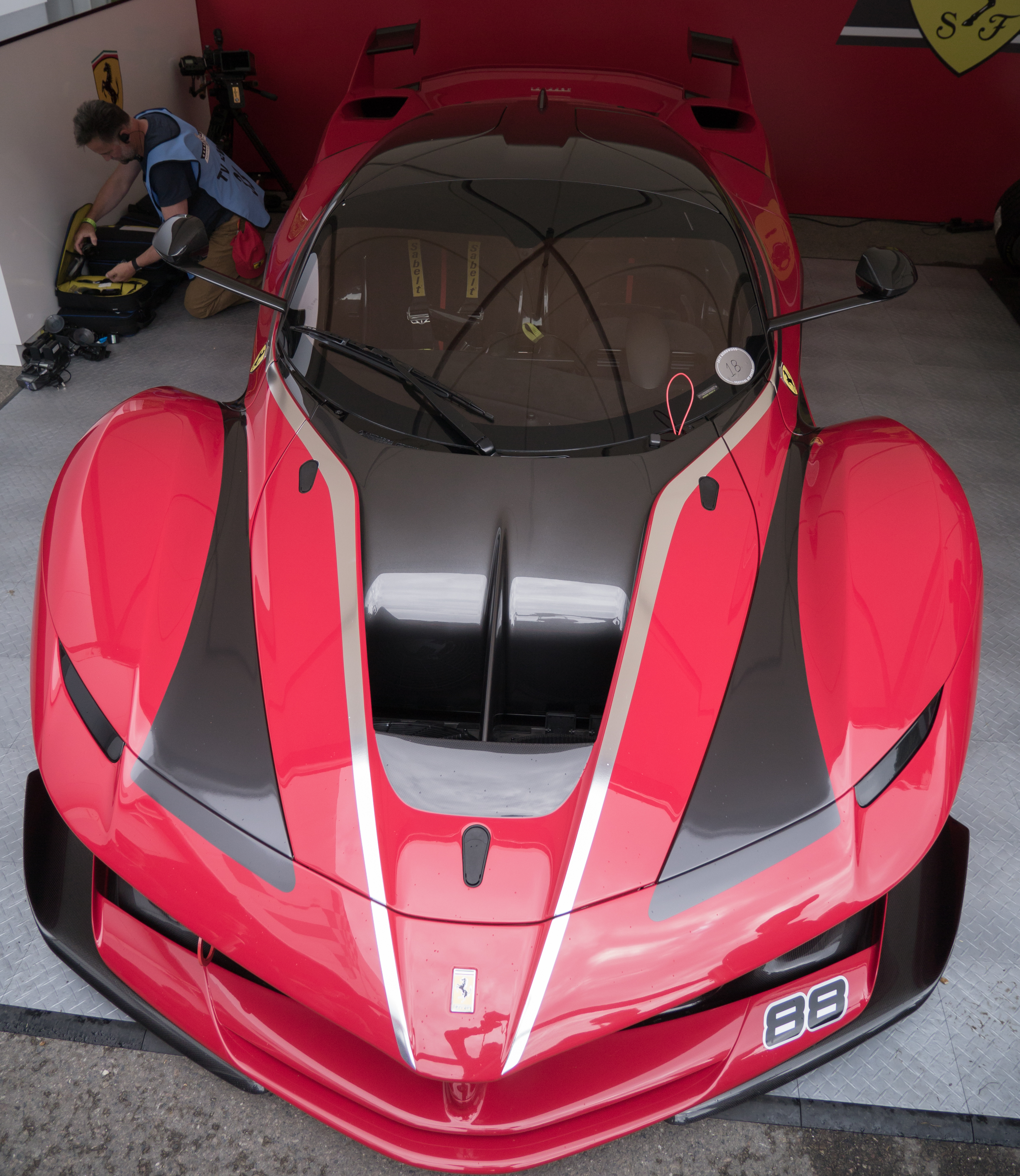
Ferrari FXX K, vista dall'alto

La vettura, presentata ufficialmente alle Finali mondiali Ferrari 2014 ad Abu Dhabi e prodotta in pochissimi pezzi già assegnati prima della produzione, è destinata a clienti-collaudatori selezionati dalla casa di Maranello, al fine di testare le soluzioni tecnologiche ad essa applicata durante un programma di test dalla durata di due anni. La vettura quindi è esclusivamente volta alla performance ed è utilizzabile solo negli eventi del programma FXX K. Questa Ferrari serve quindi per sviluppare e migliorare soluzioni meccaniche, elettroniche, aerodinamiche e dinamiche derivanti dalle competizioni sostenuti dalla scuderia nei campionati GT, Endurance e Formula 1, senza però i vincoli dati dalle omologazioni.

## Sviluppo
Vettura marcatamente innovativa, sia nel design sia nelle soluzioni tecniche, nasce dal Reparto Progetti Speciali della Ferrari, sviluppata in stretta collaborazione tra il direttore dello stile Ferrari, Flavio Manzoni, l'ingegnere capo per lo sviluppo Marco Fainello.

## Caratteristiche

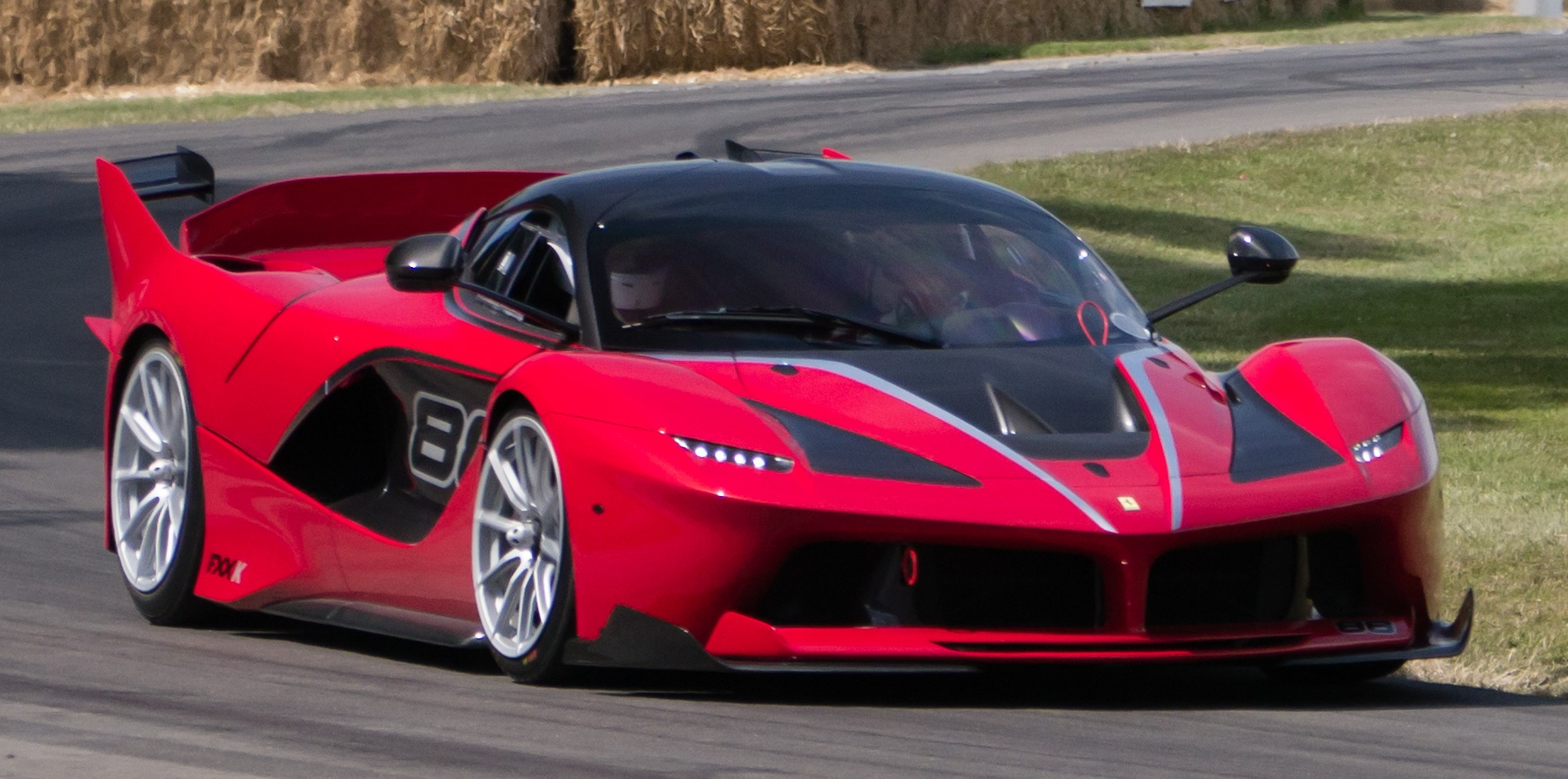
La FXX K durante un'esibizione al Festival di Goodwood nel 2015

Il profilo estetico originario, quello de LaFerrari, è stato profondamente rivisto in ogni tratto focale del corpo carrozzeria al fine di migliorare l'aerodinamica passiva. Soluzioni di aerodinamica attiva sono presenti in tutte le parti di interesse del veicolo. Tutte le soluzioni sviluppate sono completamente inedite, seppur aventi una certa familiarità con LaFerrari, godono di totale libertà di sviluppo e quindi massima espressione tecnologica. La linea complessiva della vettura da cui deriva è ancora globalmente riconoscibile, ma differisce completamente nei particolari. La FXX K  è dotata di un propulsore da 1050 CV complessivi: 860 erogati dal motore V12 termico (che è una versione del motore Ferrari F140) e 190 da quello elettrico; dispone di oltre 900 Nm di coppia massima totale. Il V12 da 6262 cm³, così come il sistema HY-KERS, sono stati studiati per l'utilizzo in pista ed evoluti in ottica puramente volta alle prestazioni. Il manettino Ferrari gestisce il comportamento della vettura scegliendo diverse opzioni: massima prestazione entro un numero limitato di giri - costanza della performance - erogazione istantanea della massima coppia - ricarica rapida batteria.

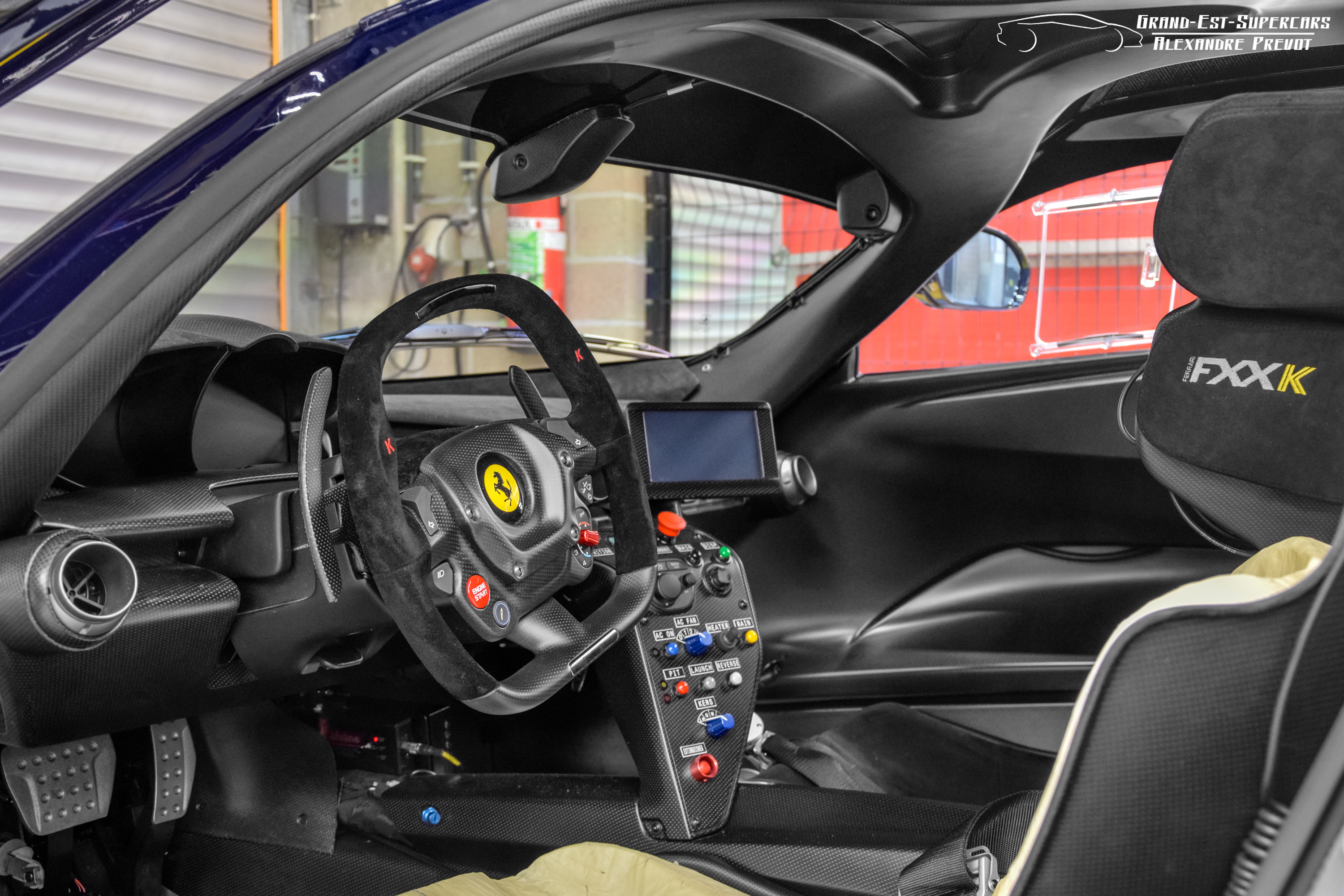
Interni

La Ferrari FXX K pesa circa 90 kg in meno de LaFerrari e sulla pista di Fiorano compie un giro in 5 secondi in meno (1'14” contro 1'19”).

## Dati tecnici
Motore termico
- Tipo: 12 cilindri a V di 65°
- Alesaggio e Corsa: 94 x 75,2 mm
- Cilindrata totale: 6262 cm³
- Potenza specifica: 137 CV/litro

Sistema propulsivo con KERS
- Potenza complessiva max: 1050 CV
- Coppia complessiva max: oltre 900 Nm
- Potenza motore termico*: 860 CV a 9250 giri/min
- Regime massimo: 9500 giri/min
- Coppia motore termico: 750 Nm a 6500 giri/min
- Potenza motore elettrico: 140 kW (190 CV)

Dimensioni
- Lunghezza: 4.896 mm
- Larghezza: 2.051 mm
- Altezza: 1.116 mm
- Passo: 2.650 mm
- Distribuzione dei pesi: 41% ant, 59% post

Altri dati
- Cambio F1 doppia frizione a 7 marce
- Sospensioni Anteriori: A triangoli sovrapposti (quadrilatero)
- Sospensioni Posteriori: Multilink
- Pneumatici: Pirelli P-ZERO Slick sensorizzati (Anteriori: 285/650 - R19 x10½ - Posteriori: 345/725 - R20x13)
- Impianto frenante: Freni a disco carbo ceramici Brembo (Anteriori: 398 x 223 x 36 mm Posteriori: 380 x 253 x 34 mm)

Elettronica
- ESC (controllo elettronico stabilità)
- ABS prestazionale (sistema frenata anti bloccaggio prestazionale)
- Ripartitore elettronico di frenata
- EF1-Trac (controllo di trazione F1 integrato al sistema ibrido)
- E-Diff 3 (terza generazione del differenziale a controllo elettronico)
- SCM-E Frs (controllo magnetoreologico sospensioni con sistema doppio solenoide Al-Ni tube)
- Aerodinamica Attiva

## FXX-K Evo

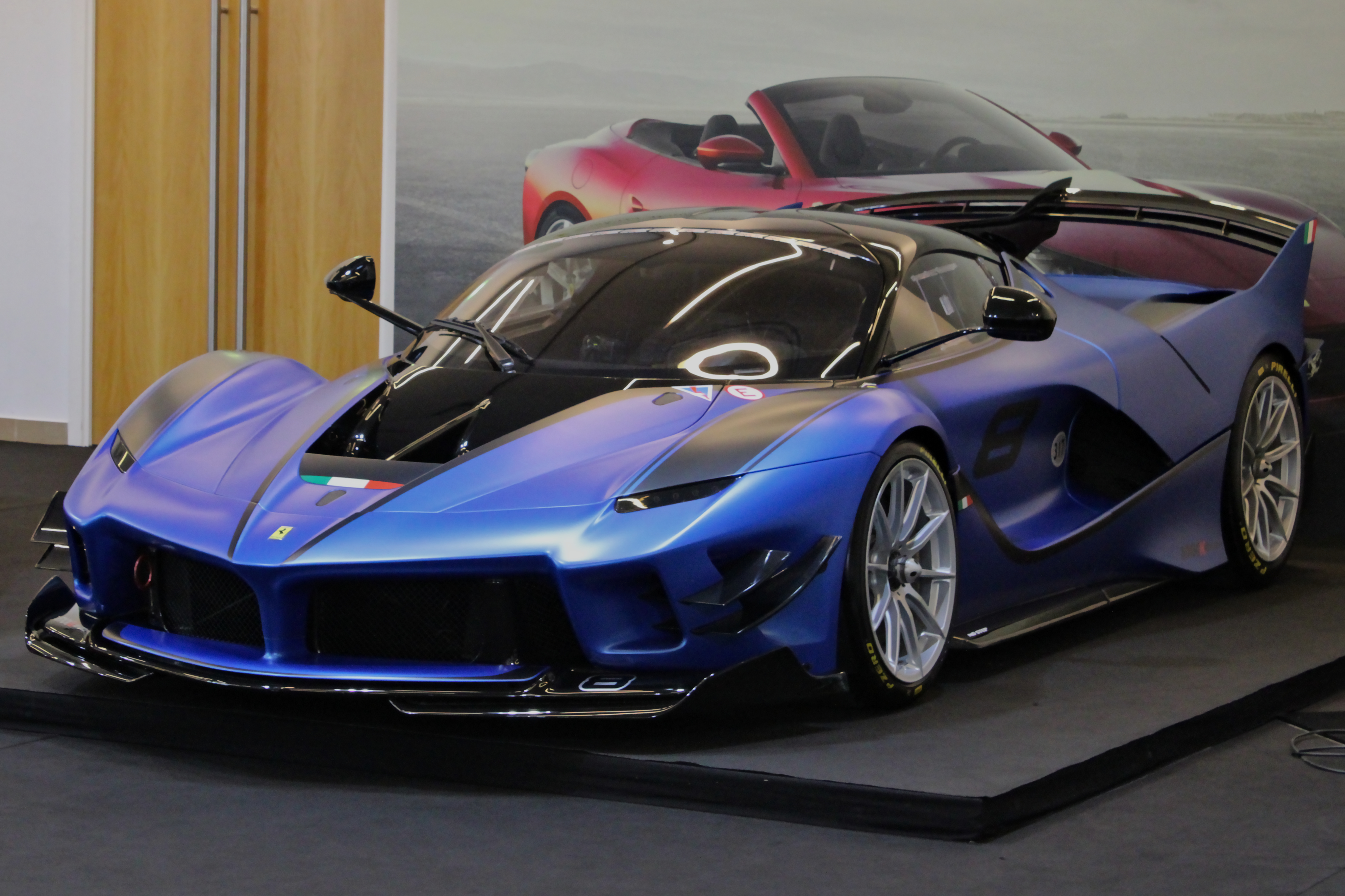
Ferrari FXX-K Evo

La versione Evo è stata presentata nell'ottobre 2017, in serie limitata e come pacchetto d'aggiornamento dei modelli esistenti. Presenta lo stesso motore della versione precedente, ma con diverse modifiche nell'aerodinamica e nel peso, tramite una maggiore lavorazione della fibra di carbonio. La modifica più evidente è un nuovo alettone posteriore fisso, con profilo biplano, più una pinna che funge da deriva verticale oltre che da supporto a tre generatori di vortici a delta. È stato aperto anche il paraurti posteriore e ridisegnato l'estrattore, mentre per bilanciare il carico sul frontale sono stati scavati i fianchi del paraurti, arrivando ad alloggiare una coppia di flick con bandella verticale. Altre modifiche hanno poi interessato i freni ridisegnati e l'aggiunta di generatori di vortici sul fondo. Rispetto alla versione precedente la Evo ha un carico verticale superiore del 23%, raggiungendo i 640 kg a 200 km/h e superando gli 830 kg a velocità massima. Migliorie hanno interessato anche il volante che è stato reso dalla forma molto più intuitiva. I principali cambiamenti al riguardo sono la forma e il manettino.